# رباعية الإسكندرية
رباعية الإسكندرية (بالإنجليزية: The Alexandria Quartet)‏ هي سلسلة من أربعة روايات للكاتب البريطاني لورانس داريل، نشرت بين عامي 1957 و1960.

## الموضوع
وتدور أحداث أول ثلاث روايات حول سلسلة من الأحداث والشخصيات في مدينة الإسكندرية في مصر، قبل وأثناء الحرب العالمية الثانية. أما الرواية الرابعة فتدور أحداثها بعد الحرب بست سنوات. 
وكما شرح درايل في مقدمة رواية «بالتازار» فإن موضوع الروايات الأربع هي استكشاف نسبية واستمرارية الحب في العصر الحديث.

## الروايات
والروايات الأربع هي:
- جوستين 1957
- بالتازار 1958
- ماونت أوليف 1958
- كليا 1960